# Skrótowiec

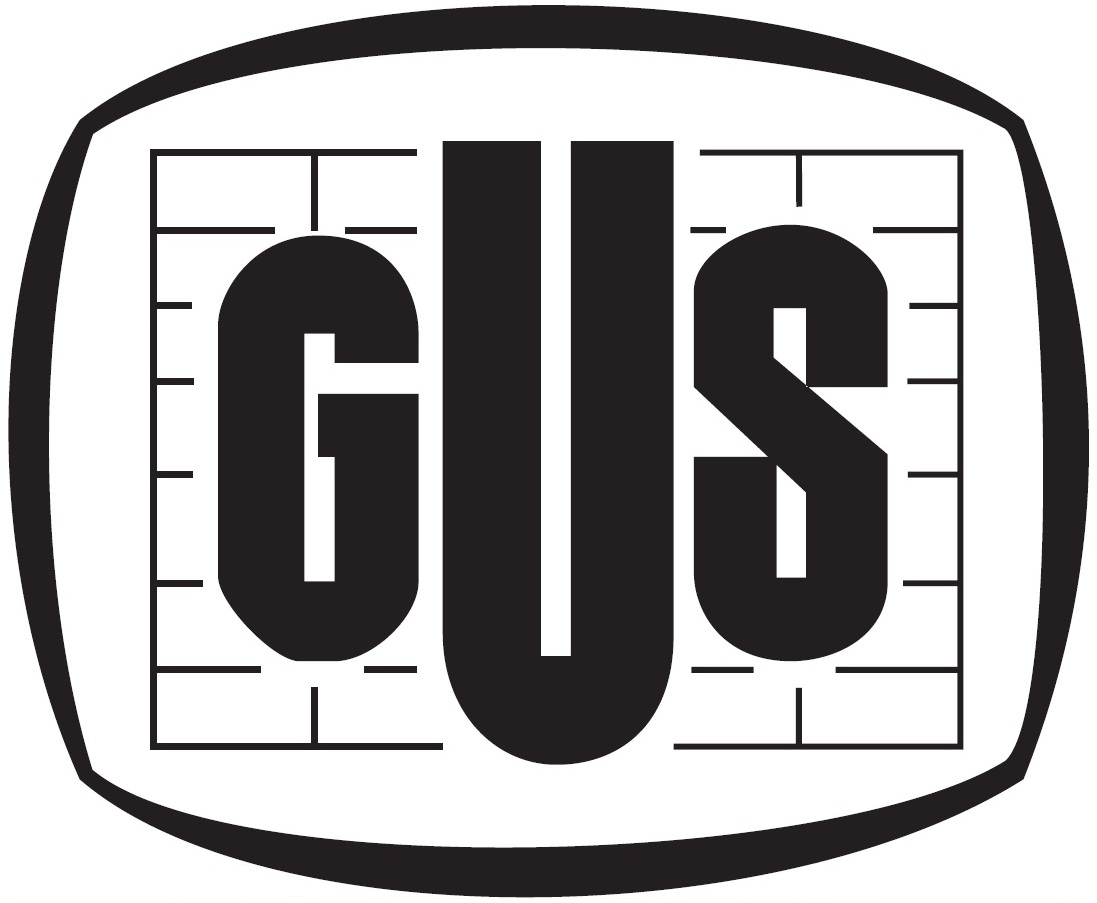
Zapis skrótowca (odczytywany jako /gus/) albo skrótu (jeśli odczytywany jako Główny Urząd Statystyczny)

Skrótowiec, in. akronim (stgr. ἄκρος ákros „skrajny” + ὄνομα ónoma „imię, nazwa”) – słowo utworzone przez skrócenie wyrażenia składającego się z dwóch lub więcej słów, powstające z pierwszych liter lub pierwszych sylab poszczególnych wyrazów. Istnieje także niewielka grupa skrótowców powstałych ze skrócenia jednego słowa. W ujęciu słowotwórczym skrótowce to specyficzna klasa derywatów (wyrazów pochodnych). Derywaty te funkcjonują zarówno w języku mówionym, jak i w postaci pisanej, co odróżnia je od skrótów sensu stricto, będących jedynie konwencjonalnym sposobem zapisu wyrazów lub ich połączeń.
Popularnie skrótowce bywają utożsamiane ze skrótami, choć według terminologii językoznawczej pojęcia te nie są tożsame. Czasem akronimy są traktowane jako specyficzny rodzaj skrótów.
Skrótowce wykazują często właściwości odmienne od reszty słownictwa; wiele z nich ma na przykład akcent oksytoniczny (akcent końcowy, na ostatniej sylabie), np. AWS (Akcja Wyborcza Solidarność) /awues/, BBC (British Broadcasting Corporation) /bibis-i/.
Skrótowce są środkiem ekonomii językowej, sprzyjającym wygodzie wypowiedzi; niemniej nadużywanie akronimów (zwłaszcza tych mniej spopularyzowanych) może tworzyć barierę w odbiorze tekstu.

## Skrótowce w języku polskim

### Klasyfikacja skrótowców
Pierwsze próby stworzenia taksonomii skrótowców podjęli jeszcze przed II wojną światową Jan Otrębski i Henryk Ułaszyn; wyodrębnili oni wówczas cztery klasy. Jednak najbardziej znany jest podział rozpowszechniony przez Słownik poprawnej polszczyzny i Słownik ortograficzny języka polskiego pod redakcją Mieczysława Szymczaka.

#### Skrótowce literowe
Skrótowce literowe składają się z pierwszych liter wyrazów skracanego wyrażenia, przy czym każda z tych liter wymawiana jest osobno, np.:
- AGD – artykuły gospodarstwa domowego /a-gie-de/
- AZS – Akademicki Związek Sportowy /a-zet-es/
- NBP – Narodowy Bank Polski /en-be-pe/
- BBWR – Bezpartyjny Blok Wspierania Reform lub Bezpartyjny Blok Współpracy z Rządem /be-be-wu-er/
- PZU – Powszechny Zakład Ubezpieczeń /pe-zet-u/
- RP – Rzeczpospolita Polska /er-pe/.
- WDC – Warszawski Dworzec Centralny[12] /wu-de-ce/

Zapisuje się je bez kropek po każdej literze. Przy odczytywaniu skrótowców literowych akcentuje się ostatnią sylabę, np. /pe-zet-u/.

#### Skrótowce głoskowe
Skrótowce głoskowe (głoskowce) składają się, tak jak literowce, z pierwszych liter skracanego wyrażenia, jednak litery te wymawiane są tu łącznie, jako suma głosek. Obejmują większość skrótowców zawierających jedną lub więcej niż jedną samogłoskę, np.:
- GUS – Główny Urząd Statystyczny /gus/
- OBOP – Ośrodek Badania Opinii Publicznej /obop/
- PAN – Polska Akademia Nauk /pan/
- ZUS – Zakład Ubezpieczeń Społecznych /zus/.

Przy odczytywaniu głoskowców akcentuje się przedostatnią sylabę, np. /obop/.

#### Skrótowce grupowe
Skrótowce grupowe (grupowce, sylabowce, zgłoskowce) składają się z grupy głosek (najczęściej pierwszych sylab), którymi rozpoczynają się słowa skracanego wyrażenia, i wymawiane są jako suma połączonych głosek (sylab). Do tej kategorii zaliczane są też skrótowce utworzone z połączenia sylab tego samego wyrazu (najczęściej pierwszej i ostatniej). Wielką literą pisana jest najczęściej tylko pierwsza litera skrótowca, np.:
- Pafawag – Państwowa Fabryka Wagonów /pafawag/
- Polfa – Polska Farmacja /polfa/
- Fablok – Fabryka Lokomotyw /fablok/
- baon – batalion /baon/.

#### Skrótowce mieszane
Skrótowce mieszane (kombinowane) mają niejednorodną strukturę, są kombinacjami dwóch lub nawet trzech wymienionych powyżej typów, w związku z czym wyróżnia się wśród nich:
- literowo-głoskowe, np.:
  - CBOS – Centrum Badania Opinii Społecznej /cebos/
  - CPLiA – Centrala Przemysłu Ludowego i Artystycznego /cepelia/
  - SGPiS – Szkoła Główna Planowania i Statystyki /es-gie-pis/

- literowo-grupowe, np.:
  - PZMot – Polski Związek Motorowy /pe-zet-mot/
  - PZKosz – Polski Związek Koszykówki /pe-zet-kosz/

- głoskowo-grupowe, np.:
  - Polmos – Polski Monopol Spirytusowy /polmos/

- grupowo-literowo-głoskowe (bardzo mała grupa), np.:
  - Arged – artykuły gospodarstwa domowego /arged/[15].

#### Skrótowce złożeniowe
Skrótowce złożeniowe (w tym złożone z obcych elementów) to takie, w których skład wchodzi cały wyraz określany i część wyrazu określającego, np.:
- Investbank – bank inwestycyjny /investbank/
- Amerbank – bank amerykański /amerbank/.

### Skrótowce angielskie w języku polskim
Wymawianie głoskowe skrótowców jest charakterystyczne dla języka polskiego, natomiast w innych językach mogą obowiązywać odmienne reguły. Na przykład w języku angielskim krótsze skrótowce wymawiane są literowo. W związku z tymi różnicami wiele literowców angielskich jest w języku polskim wymawianych głoskowo, np.:
- CMYK – Cyan Magenta Yellow Black: pol. /cmyk/, ang. /si-em-waɪ-ˈkeɪ/
- HIV – human immunodeficiency virus: pol. /hiw/, ang. /eɪtʃ-aɪ-ˈvi/
- UFO – unidentified flying object: pol. /ufo/, ang. /ju-ef-ˈəʊ/
- VIP – very important person: pol. /wip/, ang. /vi-aɪ-ˈpi/.

Wymawianie literowe dotyczy w angielskim skrótowców dwu-, trój- i niektórych czteroliterowych. Skrótowce pięcioliterowe i dłuższe, a także niektóre czteroliterowe, są podobnie jak w języku polskim wymawiane sylabicznie, np.:
- AIDS – acquired immunodeficiency syndrome: pol. /ejds/, ang. /eɪdz/
- NATO – North Atlantic Treaty Organization: pol. /nato/, ang. /neɪtəʊ/
- laser – light amplification by stimulated emission of radiation: pol. /laser/, ang. /leɪzə/
- radar – radio detection and ranging: pol. /radar/, ang. /reɪdə/.

Przykładem skrótowca w obydwu językach wymawianego literowo jest:
- HTML – Hypertext Markup Language: pol. /ha-te-em-el/, ang. /eɪʧ-ti-em-ˈel/.

### Odmiana skrótowców
Zarówno skrótowce głoskowe, jak i literowe, które kończą się samogłoską, pozostają w języku polskim nieodmienne (np. PKO, USA), natomiast te zakończone spółgłoską odmieniają się jak rzeczowniki (np. ZUS, ONZ). Jeśli skrótowiec się odmienia, końcówki zapisuje się z użyciem łącznika, np.: w HTML-u, z GUS-em. Wyjątkiem są skrótowce kończące się na T lub Ł: w miejscowniku poza pierwszą literą zapisuje się je małymi literami oraz pomija łącznik, np.: WAT – Wacie. Łącznik pomija się też, gdy skrótowiec kończy się małą literą: Polfa – Polfy.
Użycie apostrofu zamiast łącznika, np. DJ’a, jest niezgodne z polskimi przepisami ortograficznymi. Końcówkę należy zapisać małą literą i oddzielić ją od tematu za pomocą łącznika.